# Turkomanie
Turkomanie, ook wel Turquerie, was een achttiende-eeuwse kunstzinnige stroming in mode en beeldende kunst. Daarbij werd gebruikgemaakt van Turkse attributen en werden Turks geachte taferelen verbeeld. In mindere mate heeft de stroming ook invloed gehad in de literatuur, muziek, ontwerp van tuinen en interieur. De stroming was het sterkst aanwezig in Frankrijk en daarna Engeland, Oostenrijk en Duitsland.

## Achtergrond

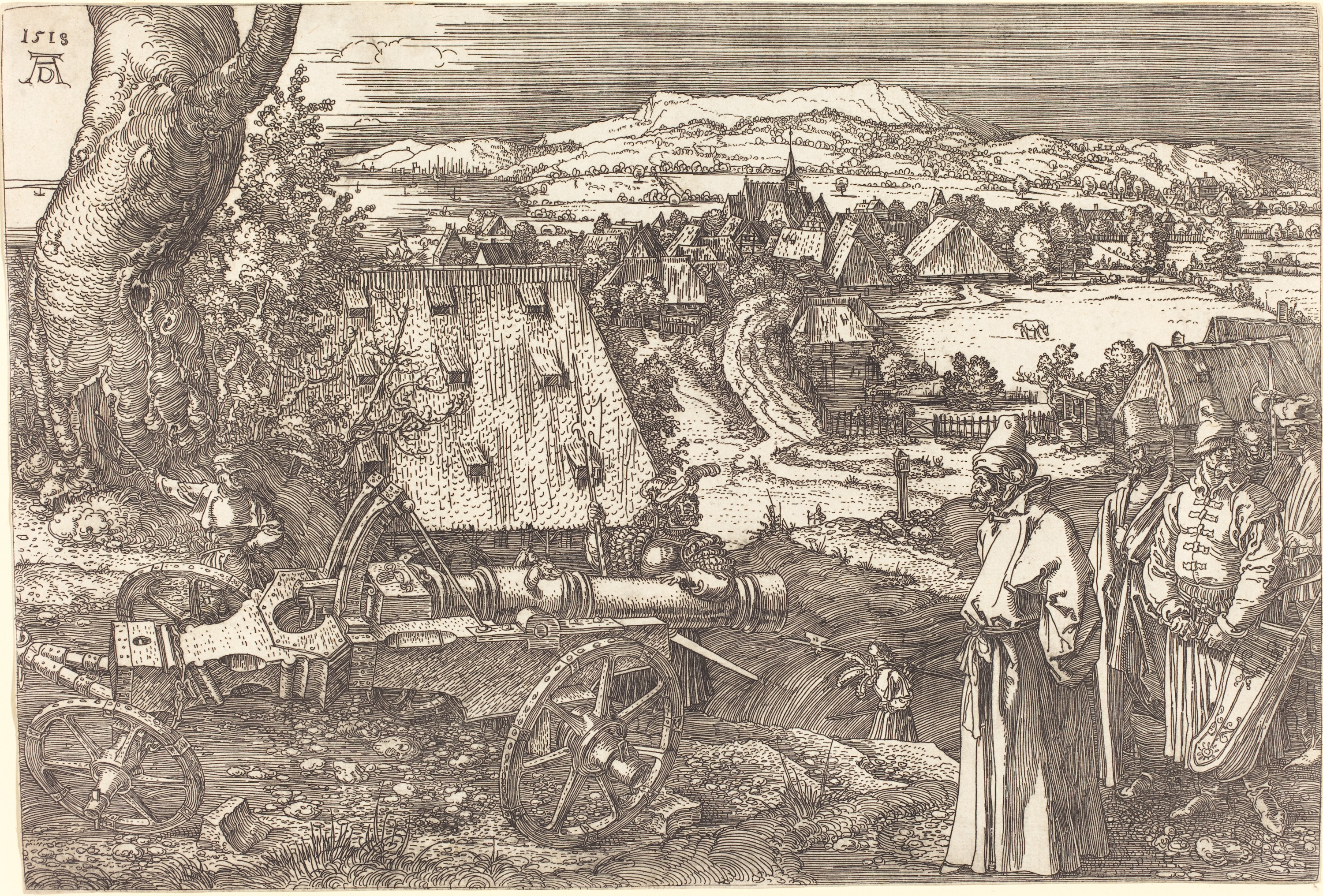
Albrecht Dürer."Het grote kanon", een allegorische voorstelling van het Turkse gevaar voor de Duitse landen

Het beeld van "de Turk" in Europa was tot diep in de zeventiende eeuw dominant negatief. Er waren ook wel een aantal verslagen van reizigers en ook gezanten in het Ottomaanse rijk, zoals de Vlaming Ogier Gisleen van Busbeke, waarin bewondering geuit werd voor de talenten en het organisatorisch vermogen van de Turken. 
De meeste publicaties hadden echter het doel om vanuit een anti-islamitische houding een ondersteuning te zijn voor de strijd tegen de Turken. In duizenden pamfletten en afbeeldingen was de Turk de erfvijand van het christendom met wie zo spoedig mogelijk diende te worden afgerekend.
In 1530 publiceerde Erasmus zijn Consultatio de bello Turcico. Het door hem waargenomen zedelijk verval in Europa verbond hij aan de opkomst van de Ottomanen. Het Turkse gevaar kon alleen overwonnen worden door een moreel reveil en als het niet anders kon door gewapende strijd.
De eerste Engelse geschiedschrijving van het rijk was van Richard Knolles in The Generall Historie of the Turkes uit 1603. Ook in dit werk werd het Ottomaanse rijk als een terror of the world beschreven.

## Ontwikkelingen in de zeventiende eeuw
In de zeventiende eeuw stagneerde de opmars van het Ottomaanse rijk. De Turkse nederlaag bij het beleg van Wenen in 1683 werd 16 jaar later gevolgd door het verdrag van Karlowitz van 1699 dat een eind maakte aan de Grote Turkse Oorlog. Het rijk moest vrijwel geheel Hongarije, een deel van Transsylvanië en Slavonië afstaan aan de Habsburgers, Podolië aan de Polen en de Peloponnesos aan Venetië. Het was vanaf dan duidelijk dat het Ottomaanse rijk geen bedreiging meer vormde voor West- en Midden-Europa.
Een tweede ontwikkeling was dat als gevolg van de ontdekkingsreizen er in Europa een grote belangstelling aanwezig was voor gebieden buiten Europa. Er was ook een klasse ontstaan die het zich kon veroorloven om producten uit die gebieden te consumeren. Het eerste koffiehuis in Nederland vestigde zich in 1664 in Den Haag.

## De beweging in de achttiende eeuw

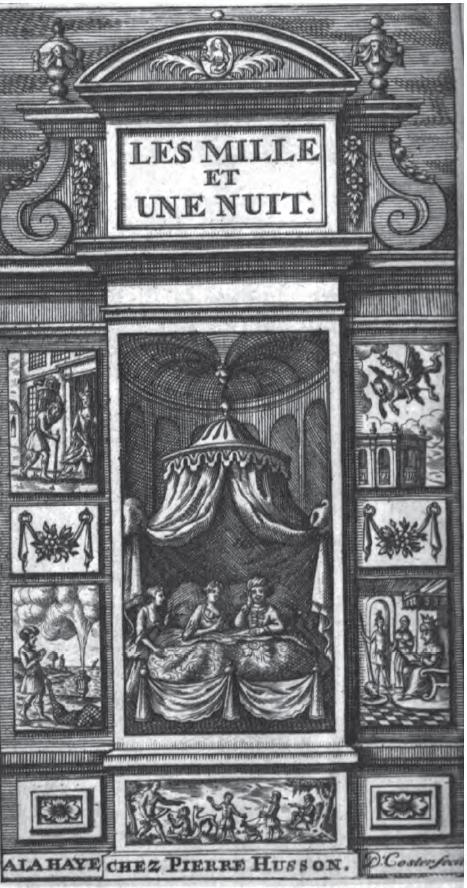
Illustratie van David Coster in de eerste druk van de Franse vertaling van de Duizend-en-een-nacht

Als gevolg van deze ontwikkelingen werd het beeld van "de Turk" in sommige betere kringen in Europa minder negatief en kreeg men vooral belangstelling voor het exotische van het Ottomaanse rijk.
Een zeer grote invloed hierbij was de eerste Europese vertaling (in het Frans) van de verhalen van de Duizend-en-een-nacht. Die vertaling van Antoine Galland werd in 1717 gepubliceerd. Er volgden spoedig vertalingen in andere Europese talen. 
Het jaar van de eerste Franse uitgave viel aan het begin van een tijdperk in het Ottomaanse rijk dat aangeduid wordt als de Tulpenperiode. De periode kenmerkt zich onder meer door een extravagante stijl aan het hof en bij een deel van de Ottomaanse elite.
In deze periode werden de diplomatieke relaties met West-Europa versterkt. Ottomaanse delegaties werden naar veel Europese hoofdsteden gezonden. Vooral in Frankrijk veroorzaakte de delegatie onder leiding van Yirmisekiz Mehmed Çelebi een sensatie. Europese delegaties kregen meer bewegingsvrijheid in Istanboel. Het best werd dat geïllustreerd door de brieven van Mary Wortley Montagu, de vrouw van de Britse ambassadeur. Zij beheerste Turks en in haar brieven roemde zij bijvoorbeeld de 'gemakkelijke' kleding van Turkse vrouwen en de grote aandacht voor hygiëne. Zij merkte ook het gebruik van inenting tegen pokken op en introduceerde deze methode in Engeland, ondanks aanvankelijke tegenstand van medici.

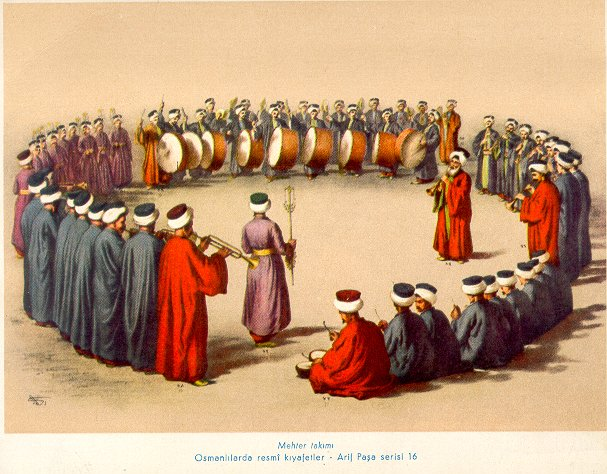
Een orkest van janitsaren

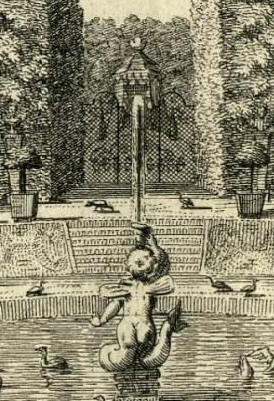
H. de Leth. 1745.Ter Meer (Maarssen), detail van gezicht over de vogelvijver in de richting van de Turkse Tent

Er ontstond in sommige Europese kringen een beeld van oosterse rijkdom, waarin ook erotiek een belangrijke rol kon spelen. Die belangstelling had feitelijk niet zoveel te maken met de werkelijke omstandigheden in het Ottomaanse rijk, maar was in de eerste plaats een product van in Europa aanwezige fantasieën over de Oosterse cultuur. Die fantasieën over de Oriënt als een plaats met vooral luxe, rijkdom, erotiek gaf Europese kunstenaars en consumenten de gelegenheid om zich te onderscheiden. Kunstenaars en filosofen gebruikten ook de Oriënt als een thema waarin ze hun eigen opvattingen over de eigen samenleving konden beschrijven. Montesquieu gebruikte het thema in Perzische brieven voor een aanval op de Franse monarchie. Voltaire laat Candide in zijn vergelijking van verschillende naties onder meer naar het Ottomaanse rijk reizen.
Componisten maakten gebruik van Turkse thema's in de voorstelling van opera's en zangspelen als bijvoorbeeld Die Entführung aus dem Serail, de Elfde pianosonate en het Vijfde vioolconcert van Mozart, Il turco in Italia van Rossini en Tamerlano van Händel. Aan enkele Europese hoven werd "Turkse muziek" populair en met name die van de muziekkorpsen van de janitsaren. Turkse muziek was oorspronkelijk een term die gebruikt werd om de percussie-instrumenten in een orkest aan te duiden. De diverse hoven concurreerden met elkaar in gezelschappen die deze Ottomaanse percussie-instrumenten beheersten. In de Opéra comique Le cadi dupé van Christoph Willibald Gluck werd vrijwel alleen van deze instrumenten gebruikgemaakt.
De grootste invloed heeft de rage in de mode en schilderkunst gehad. Jurken en sultane of en circassienne waren populair. Veel van die ontwerpen waren ook te zien in het toen in Europa toonaangevende modeblad Galeries des Modes. Veel vrouwen uit de betere kringen lieten zich afbeelden in Turkse kledij.
De turkomanie ging voor het grootste deel aan Nederland voorbij. Er zijn slechts enkele schilderijen waar Nederlandse vrouwen uit de achttiende eeuw in turksche dragt worden afgebeeld. Geen van die schilderijen heeft echter de exotische verschijning, zoals in de buurlanden. Er is wel een zekere invloed geweest in de vormgeving van tuinen in de vorm van daar geplaatste Turkse paviljoens en tenten. Er heeft in die periode in Nederland ook geen wijziging van de opvattingen over "de Turk" plaatsgevonden.
Het iets meer positieve beeld van de Turk bij de Europese elite verdween in het begin van de negentiende eeuw. Dat was vooral als gevolg van de onafhankelijkheidsbewegingen op de Balkan. Na de Griekse Onafhankelijkheidsoorlog was dat beeld in de publieke opinie weer gekanteld. Een aantal schilders in de negentiende eeuw, zoals Ingres, zette wel de beweging van het verbeelden van oosterse, vooral wulpse en erotisch geachte taferelen uit bijvoorbeeld de harem verder voort.

## Vrouwen in 'Turkse dracht'

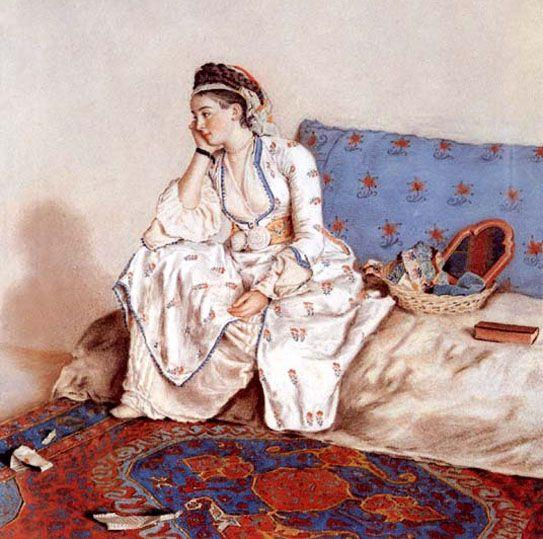
Jean-Étienne Liotard, Mary Gunning, Countess of Coventry in Turkse kledij
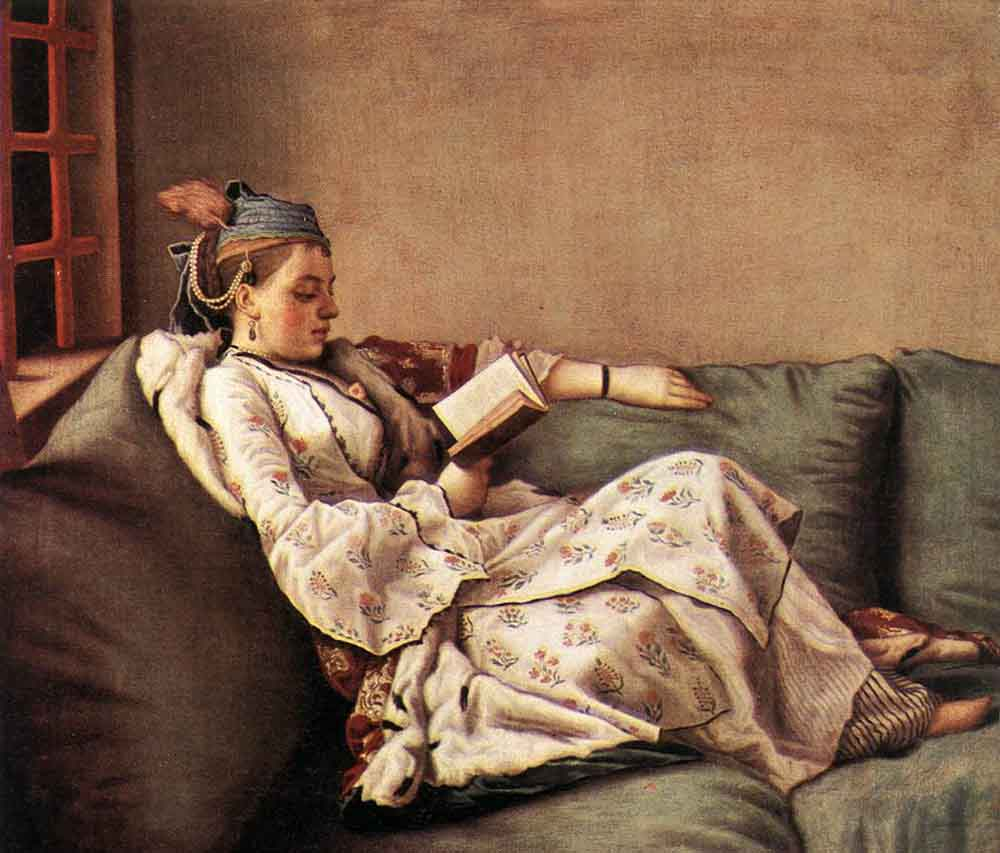
Jean-Étienne Liotard, Marie Adélaïde van Frankrijk, dochter van Lodewijk XV
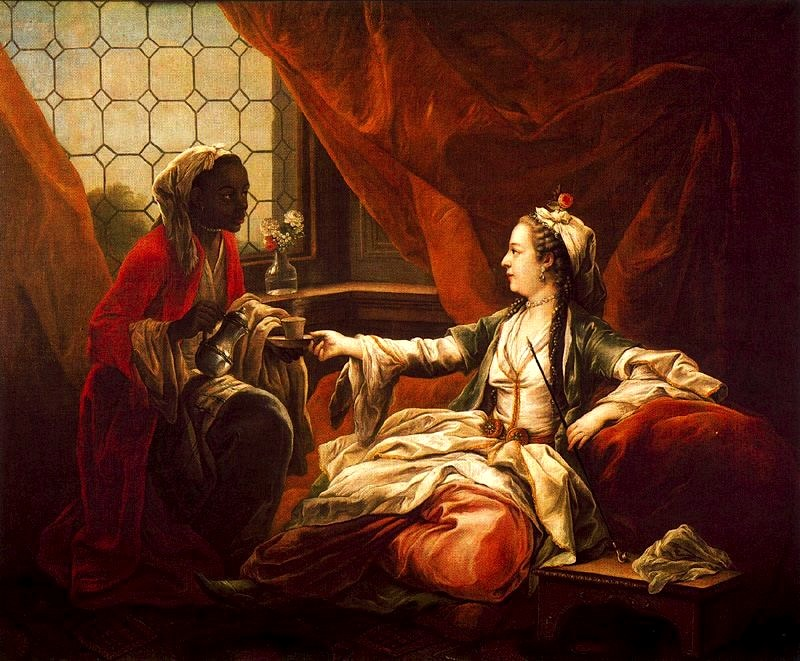
Charles André van Loo, Madame de Pompadour
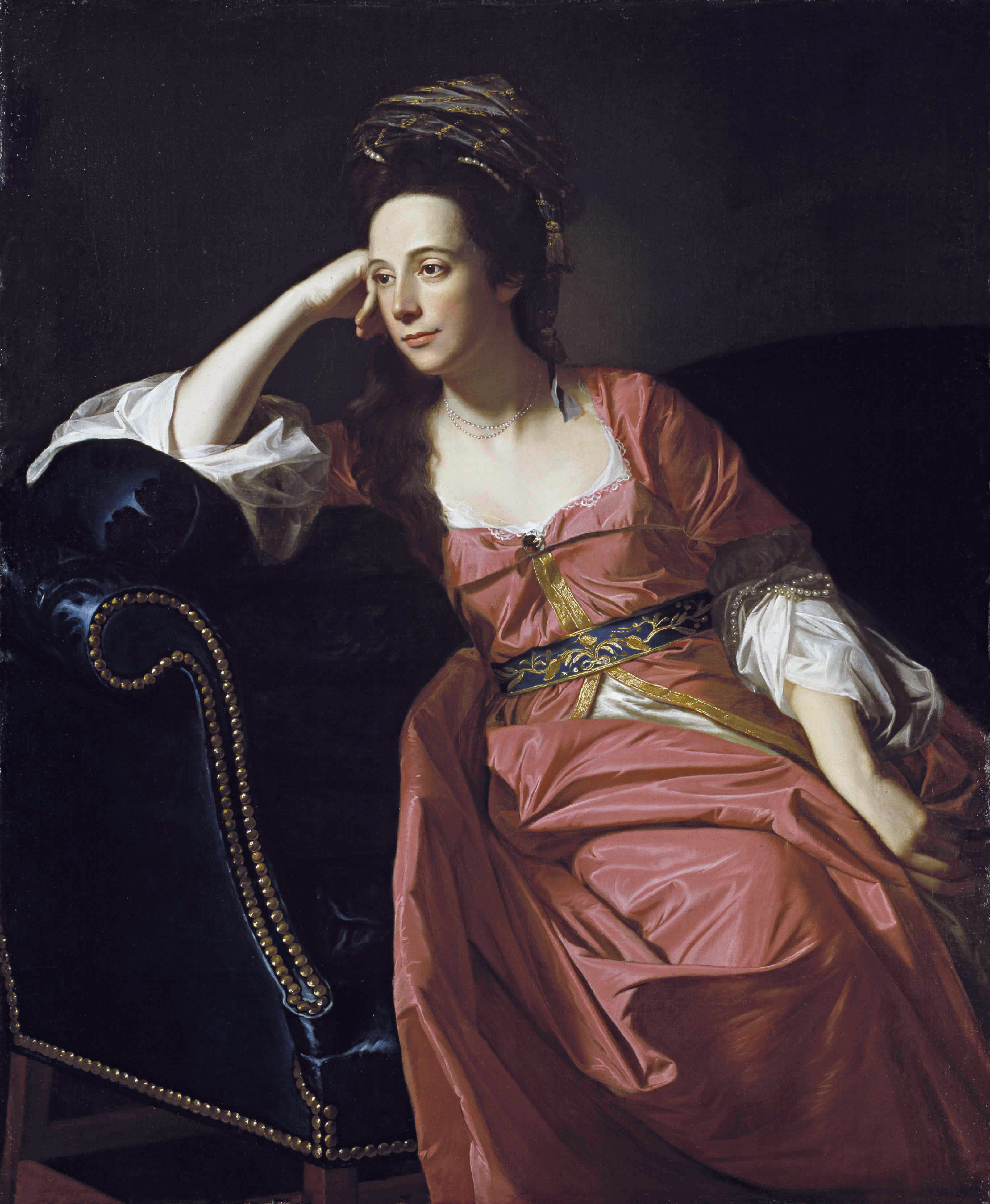
John Singleton Copley, Mrs.Thomas Gage
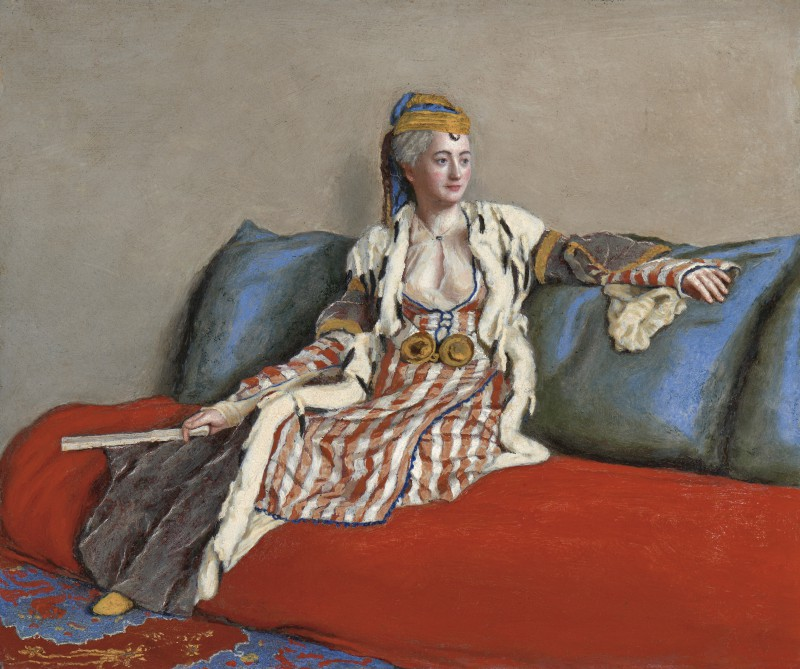
Jean-Étienne Liotard,Mary Wortley Montagu
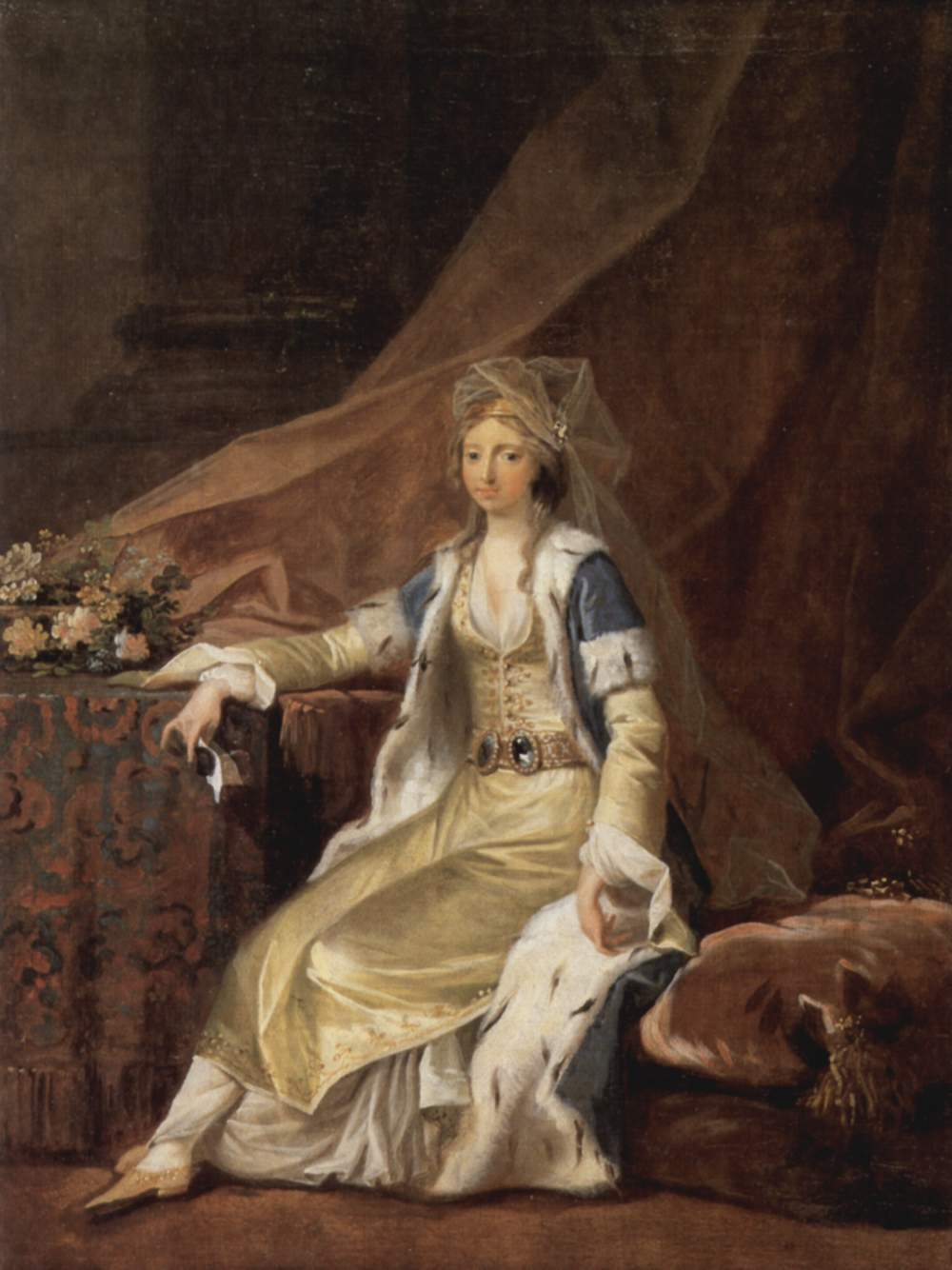
Jens Juel, Prinses Louise Augusta van Denemarken